# Calcium-Rich Gap Transient
Calcium-Rich Gap Transients sind eine Unterform der Supernovae, die sich schneller photometrisch und spektroskopisch entwickelt als alle anderen Unterarten von Supernovae. Ihre maximale Helligkeit liegt zwischen den klassischen Novae und den Supernovae. Die Hauptcharakteristik der Calcium-Rich Gap Transients (oder manchmal auch Calcium-Rich Transients) ist eine starke Häufigkeit von Calcium in den ersten Wochen ihres Ausbruchs.

## Eigenschaften
Bei Durchmusterungen wie bei der Palomar Transient Factory sind seit dem Jahre 2000 immer mehr Arten von vorher unbekannten eruptiven Veränderlichen wie den Leuchtkräftigen Roten Novae entdeckt worden. Sterne werden der Klasse der Calcium-Rich Gap Transients zugeordnet, wenn
- ihre maximale Helligkeit in der Leuchtkraftlücke zwischen den klassischen Novae und den Supernovae liegt
- die spektrale und photometrische Entwicklung sehr schnell verläuft
- die maximale Expansionsgeschwindigkeit typisch ist für Supernovae im Bereich von 10.000 km/s
- der spektrale Verlauf ähnlich einer Supernova vom Typ Ib verläuft, wobei aber eine wenigstens hundertmal stärkere Häufigkeit des Calciums in den ersten zwei Wochen des Ausbruchs nachweisbar ist
- die ausgestoßene Materie wird auf nicht mehr als 0,3 Sonnenmassen geschätzt und liegt damit um einen Faktor 3 unterhalb der ansonsten kleinsten Ejaktamasse bei den Supernovae vom Typ Ia

Der Ort der stellaren Explosionen von Calcium-Rich Gap Transients liegt häufig weit außerhalb der Heimatgalaxie mit Entfernungen von mehr als 30 Kiloparsec. Generell kann diese Unterart der Supernovae einer alten stellaren Population zugeordnet werden, im Gegensatz zu den spektroskopisch ähnlichen Supernovae Ib, die durch den Kernkollaps eines jungen massiven Sterns entstehen. Die Calcium-Rich Gap Transients sind selten mit einer Häufigkeit von deutlich weniger als zehn Prozent als derjenigen von Supernovae vom Typ Ia.

## Interpretation
Ein Kernkollaps oder eine Paarinstabilität als Ursache der stellaren Explosion werden durch den beobachteten Ort der eruptiven Sterne ausgeschlossen. Auch kann in tiefen Aufnahmen aus der Zeit vor der Explosion kein leuchtkräftiger Vorgängerstern identifiziert werden. Weiterhin werden Calcium-Rich Gap Transients auch in oder nahe bei Zwerggalaxien gefunden, die seit Milliarden Jahren keine neuen Sterne mehr gebildet haben.
Auch wegen der geringen ausgeworfenen Masse der Calcium-Rich Gap Transients werden ihre Vorläufer in Weißen Zwergen vermutet. Allerdings folgen sie nicht der Phillips-Beziehung und auch der Nachweis von Helium in ihren Spektren schließt Supernovae vom Typ Ia aus. Es sind daher Modelle vorgeschlagen worden, wonach ein Weißer Zwerg mit einer Masse deutlich unterhalb der Chandrasekhar-Grenze explodiert:
- ein Accretion Induced Collaps von schnell rotierenden Weißen Zwergen. Diese Interpretation wird bestritten, weil sie zu einer schnelleren Expansionsgeschwindigkeit und photometrischen Entwicklung in Abstieg und Abfall führen sollte.
- Ein Deflagrationsmodell in einem Weißen Zwerg würde dagegen in späten Spektren Spuren von Elementen der Eisengruppe erwarten lassen. Diese sind jedoch bisher nicht nachgewiesen worden.
- Ein explosives Heliumbrennen in einer Schale um einen Weißen Zwerg kann die Lichtkurve und die spektrale Entwicklung gut reproduzieren. Allerdings ist die beobachtete ausgeworfene Masse bei diesem Modell ein Problem.
- Auch eine Zerstörung eines Weißen Zwergs durch die Gezeitenkräfte eines nahen Neutronensterns oder eines Schwarzen Lochs führt zu Widersprüchen mit Beobachtungen.

## Beispiele
- Sn 2005E
- SN 2005cz
- SN 2007ke
- SN 2010et
- SN 2012hn